# Référendum liechtensteinois de 1919
Un double référendum a lieu au Liechtenstein le 2 mars 1919

## Contenu
Le premier référendum porte sur l'augmentation du nombre de sièges au Landtag. Il propose de le faire passer de 15, dont 13 élus, à 20, dont 17 élus. Les trois autres membres étant nommés par le Prince de Liechtenstein.
Le deuxième référendum porte sur l'abaissement de l'âge légal d'obtention du droit de vote, de 24 à 21 ans.

## Contexte
Ces deux référendums sont les premiers organisés au Liechtenstein. D'origine parlementaire, leur organisation n'est pas codifiée par la constitution de 1862. Les outils de démocratie directe ne seront en effet officialisés au Liechtenstein que deux ans plus tard dans la constitution de 1921.

## Résultats
| Question               | Pour  | Pour  | Contre | Contre | Invalide/ blanc | Total | Inscrits | Partici- pation |
| Question               | Votes | %     | Votes  | %      | Invalide/ blanc | Total | Inscrits | Partici- pation |
| ---------------------- | ----- | ----- | ------ | ------ | --------------- | ----- | -------- | --------------- |
| 20 Sièges au Landtag   | 711   | 45,17 | 863    | 54,83  | 9               | 1 583 | 1 775    | 89,18           |
| Droit de vote à 21 ans | 712   | 45,21 | 863    | 54,79  | 8               | 1 583 | 1 775    | 89,18           |

Bien que la proposition soumise à référendum ait été refusée, l'abaissement du droit de vote à 21 ans fut inscrit dans la nouvelle constitution deux ans plus tard, et non remis en cause par la suite.